# Famille Buondelmonti
Pour les articles homonymes, voir Buondelmonti (homonymie).
La famille Buondelmonti est une famille noble florentine, devenue célèbre pour le conflit historique avec la famille Amidei, à l'origine des longues luttes entre guelfes et gibelins à Florence.

## Histoire familiale
Les origines de la famille remontent à Sichelmo (Xe siècle), dont les descendants en sont venus à dominer une bonne partie des vallées de Greve et de Pesa. La famille s'installe à Florence vers 1137 avec Uguccione et Rosso, à la suite de la destruction en 1135 de leur château de Montebuoni (it), lieu d'origine du lignage et nom du lignage lui-même. Buondelmonti est issue une lignée qui a donné à la ville des dirigeants et des hommes politiques prestigieux.

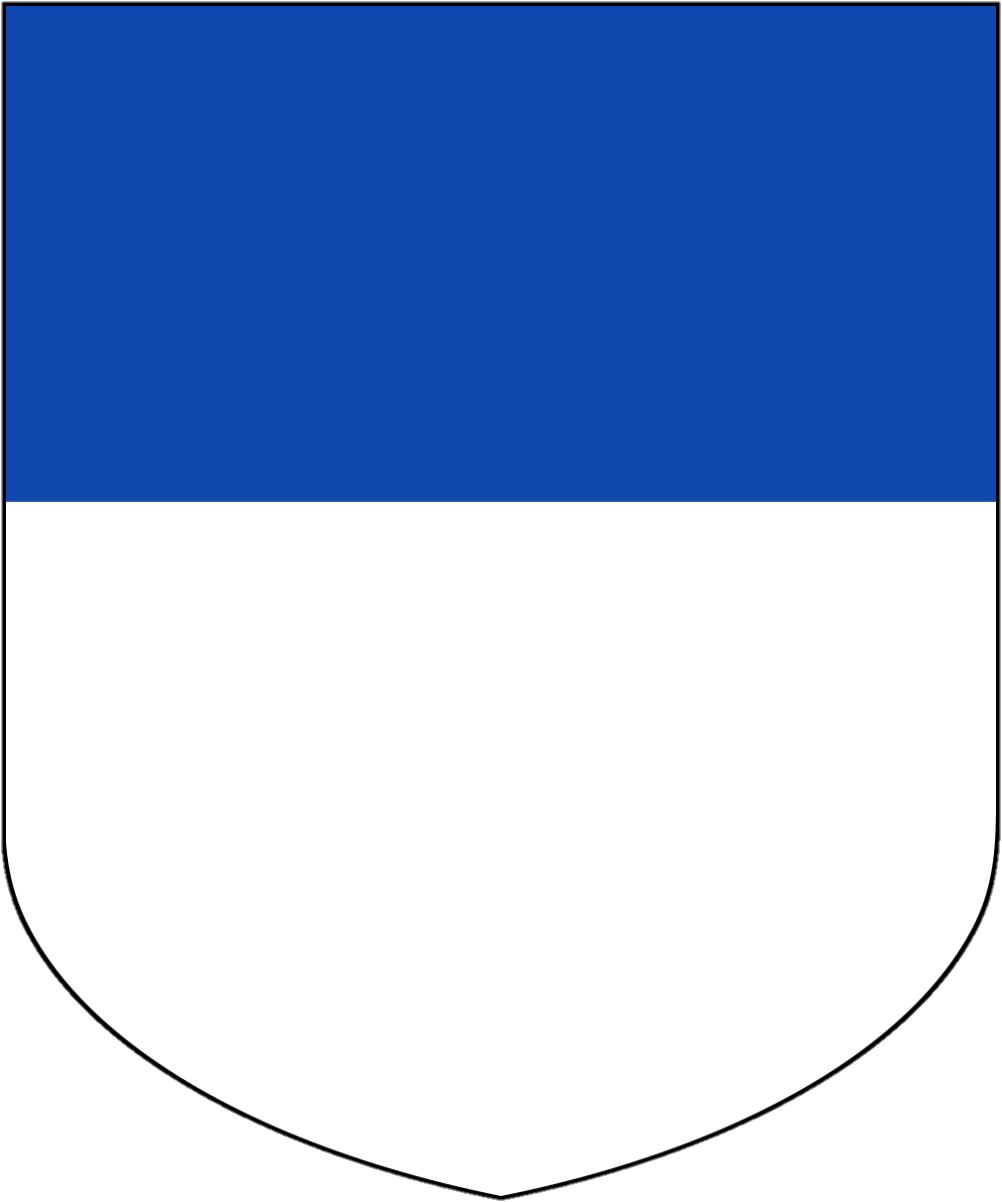
Armoiries héraldiques originaires de la famille Buondelmonti (XIIIe siècle).

Un représentant des Buondelmonti, Buondelmonte de' Buondelmonti, fut le protagoniste des affrontements avec les Amidei en 1216, qui, selon les chroniqueurs florentins, furent à l'origine de la fracture civile entre les guelfes et les gibelins dans la ville. Buondelmonte était en effet censé épouser une Amidei, mais il ne s'est pas présenté au mariage, déterminé à épouser une Donati : le délit a été lavé dans le sang dans une embuscade près du Ponte Vecchio, où Buondelmonte est mort. Un mariage forcé entre une fille de Rinieri Buondelmonti et Neri Piccolino degli Uberti, un gibelin, n'a guère servi en 1239. Dès lors, la famille se range décidément, par la force des choses, du côté du parti guelfe, position politique qui constitue la base de leur fortune après la défaite définitive du parti gibelin. Les premières maisons de la famille se trouvaient à Borgo Santi Apostoli, près de laquelle subsiste aujourd'hui la tour des Buondelmonti. À cette époque, ils se lièrent aux Acciaiuoli, dont les maisons se trouvaient à proximité.
Au cours des siècles suivants, même si certaines branches ont disparu, les Buondelmonti ont toujours été parmi les familles les plus importantes de Florence, obtenant des positions et une reconnaissance tant de la république de Florence que de la maison de Médicis. Au XVe siècle, Jacopo était l'un des rares cas de marchand prospère dans la famille, actif à Constantinople, alors que normalement la famille tirait sa richesse des revenus fonciers.
Le célèbre chef Pippo Spano est né Filippo Buondelmonti degli Scolari, et devient commandant des armées de Sigismond de Luxembourg, où il obtient le titre de comte « ispàn ». Il a été représenté dans une célèbre fresque d'Andrea del Castagno.
À Zanobi Buondelmonti, Nicolas Machiavel a dédié les Discours sur la première décade de Tite-Live ; tous deux, qui fréquentèrent l'Académie platonicienne de Florence des Jardins Oricellari, se retrouvèrent plus tard impliqués dans la conspiration anti-Médicis avec le cardinal Giulio : Buondelmonti ne se sauva qu'en fuyant en France.
La paix avec les Médicis fut promue par d'autres membres de la famille, comme Leonardo, un très riche marchand, et favorisé par Clément VII, obtenant l'autorisation de construire un grand palais majestueux pour la famille au début du XVIe siècle, le Palais Buondelmonti qui se trouve encore aujourd'hui sur la Piazza Santa Trinita. Benedetto Buondelmonti, en 1531, fut parmi les douze choisis par les Médicis dès leur retour dans la ville pour faire partie du Consiglio dei XII (it), qui devait rédiger une nouvelle constitution abolissant l'ancienne institution de la Seigneurie et le Gonfalonnier de justice et instituant un Sénat purement honorifique et consultatif.
La famille Buondelmonti s'éteignit dans la lignée masculine en 1774 avec Francesco Caccolino, qui perdit deux fils et dont la fille Luisa Giuseppa, morte en 1845, épousa le marquis Ubaldo Feroni. Les héritiers de Luisa Giuseppa furent ses trois cousines Marianna, Emilia et Eleonora Rinuccini.

## Possessions
- Montebuoni, frazione d'Impruneta,
- Tour des Buondelmonti,
- Palais Buondelmonti,
- Château de Montefiridolfi,
- Château de Fabbrica,
- Villa de Poggio Petroio,
- Château de Pergolato,
- Château de Bibbione,
- Église de San Pietro à Montebuoni.

## Galerie

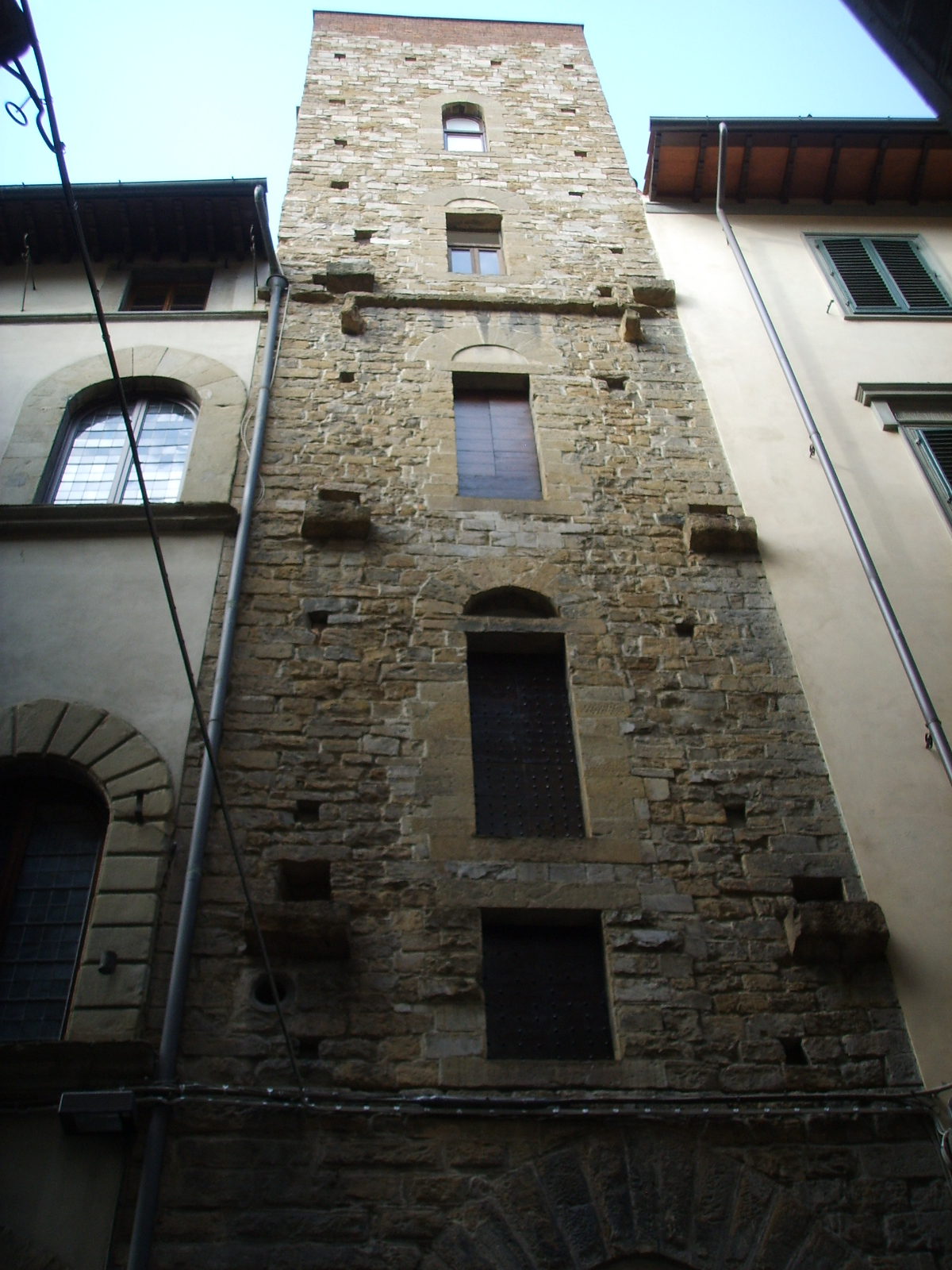
Tour des Buondelmonti.
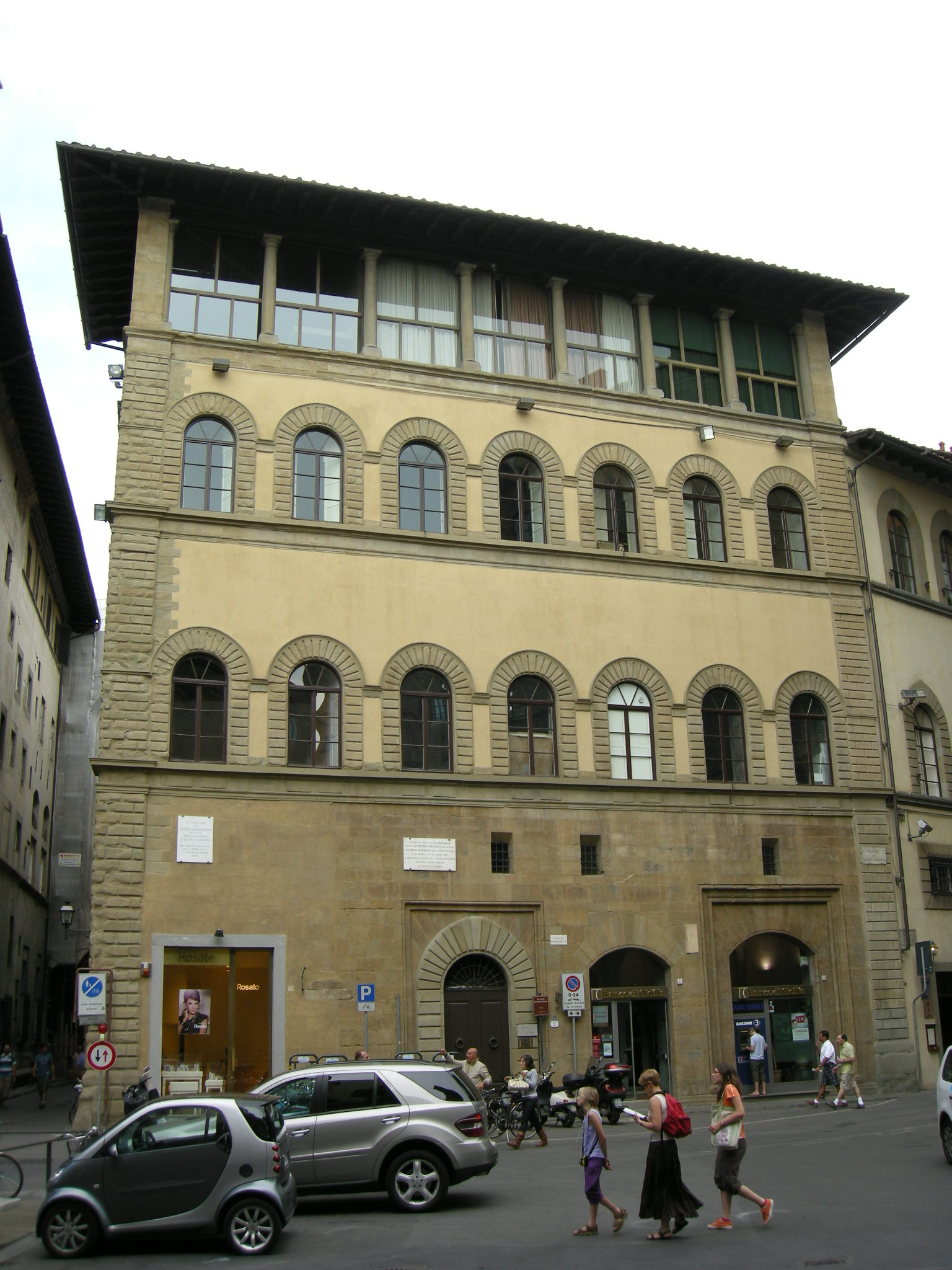
Palais Buondelmonti.